# La chica de las flores
La chica de las flores, o La florista (en hangul: 꽃파는 처녀 romanizado Kkot P'anŭn Ch'ŏnyŏ) es una película musical de 1972 norcoreana basada en la ópera homónima. Fue producida en la República Popular Democrática de Corea en los años 1970 y fue escrita por el presidente Kim Il-sung según fuentes oficiales de Corea del Norte. La obra es considerada como una de las "Cinco Grandes Óperas Revolucionarias", un grupo de repertorios de óperas clásicas, de temática revolucionaria, bien recibidas en Corea del Norte.

## Sinopsis
La historia se enmarca durante la Ocupación japonesa de Corea en los años 1930. Cuenta la historia de Kotpun, una muchacha coreana, la cual es la mediana de tres hermanos que va comprar flores para venderlas en el mercado de su aldea para costear la medicina de su madre enferma. Tiene una hermana menor que es invidente y perdió a su padre. Su hermano ha sido apresado por los invasores japoneses. Además, la familia ha contraído una deuda con los señores de las tierras.
La madre fallece, tras lo cual ella va a buscar a su hermano a la prisión. Los japoneses le comunican que ha fallecido, tras lo cual se pierde por el bosque, mientras tanto se descubre que se ha unido al Ejército Popular de Corea y se organizan con los aldeanos para derrocar a los señores de la aldea.

## Creación
Según las memorias de Kim Il-sung: "Con el siglo", él mismo ideó la historia durante su estancia en Jilin para ser representada en una prisión de la zona.
La primera representación, en forma de ópera, fue en Pionyang el 30 de noviembre de 1972. La película fue lanzada en abril del mismo año.